# Friedrich Ludloff (Industrieller)
Friedrich Ludloff (* 29. April 1838 in Sondershausen; † nach 1914) war deutscher Landwirt, Gutspächter und Industrieller.

## Leben
Friedrich Ludloff war ein Sohn von Friedrich Carl Ludloff und Bruder von Max Ludloff und Carl Ludloff.

### Ausbildung
Er erhielt von 1854 bis 1856 eine praktische landwirtschaftliche Ausbildung bei seinem Onkel Wilhelm Ludloff auf dem Gut Rothof bei Kissingen und anschließend bis 1858 in Schernberg bei Sondershausen. In Jena studierte er für zwei Jahre Landwirtschaft.

### Pächter und Gutsverwalter
Von 1859 bis 1863 verwaltete er das Gut Seega bei Sondershausen, dann war er für sieben Jahre Pächter des Gutes Gundersleben bei Sondershausen und für weitere zehn Jahre bis 1880 Pächter der fürstlichen Domäne Neustadt bei Ilfeld am Harz. In dieser Zeit begann Ludloff mit der Patenterstellung seiner Ideen.
Gemeinsam mit seinem Bruder Max siedelte er 1880 mitsamt Familie nach Berlin um.

### Berliner Porzellan-Manufaktur M. Ludloff & Co. (1880–1889)
1880 gründete er mit seinem Bruder Max die Berliner Porzellan-Manufaktur M. Ludloff & Co., welche aber 1899 schon wieder aufgelöst wurde. Die Prokura für seinen zweitältesten Sohn Robert wurde damit ebenfalls gelöscht.

### Drösse und Ludloff; F. Ludloff & Söhne (1891–unbekannt)
1891 hatte Ludloff seine eigene Firma in Berlin gegründet. Er hatte ein Patent von Otto Braun für eine geräuschlose Handzentrifuge, zylindrischer Trommel mit gewelltem Einsatz (3.500 bis 4.500 min−1, 90 bis 250 l pro Stunde Durchsatz) gekauft und ein Jahr lang die Dr. Braunsche Zentrifuge in seiner Firma Drösse und Ludloff in Berlin-Martinikenfelde gebaut. Der Antrieb der Zentrifuge erfolgte in den ersten Baureihen mit einer Schnur und einer Zahnradübersetzung. Durch die Konstruktion war ein geräuschloser Betrieb und eine einfache Reinigung der Trommel vorgesehen. Durch die technische Realisierung und kontinuierliche Weiterentwicklung war die von Ludloff angebotene Zentrifuge über Jahrzehnte marktführend. Diese Zentrifugen für den Handbetrieb wurden für das Reinigen und Entrahmen von Milch eingesetzt.
1894 hatte die Firma ihren Sitz in der Kaiserin-Augusta-Allee 24. Ludloff verbesserte kontinuierlich die Zentrifuge. So wird schon 1895 die modifizierte Zentrifuge in drei Größen zu 100 l, 200 l und 250 l angeboten. Die Firma F. Ludloff & Söhne, Spezialfabrik für Milchschleudern, Koloniestraße 115, entsteht, wobei die beiden jüngsten Söhne von Friedrich Ludloff in die Firma einsteigen, einer als kaufmännischer, der andere als technischer Leiter. 1895 erfolgt auch die Prüfung der 1894 auf der Ausstellung der Deutschen Landwirtschaftsgesellschaft ausgestellten Handzentrifuge Nr. 7. 1898 wird eine Milchzentrifuge ausführlich technisch vorgestellt. Diese war ausgestattet mit einer Sicherheitseinrichtung, welche zu hohe Drehzahlen der Trommel vermeiden sollte. Hierfür wurde eine Reibradkonstruktion eingesetzt, welche die richtige Drehzahl trotz veränderter Antriebsgeschwindigkeit sicherstellen sollte. Es folgte eine Weiterentwicklung mit der Sternzentrifuge Nr. 4. 1904 wurde diese Stern-Milchzentrifuge für Handbetrieb im Maschinen-Laboratorium der landwirtschaftlichen Akademie Bonn-Poppelsdorf technisch geprüft. Später werden Milchschleudern mit Elektromotorantrieb angeboten.
Die Firma wird 1907 als lediglich eine von drei Firmen in Deutschland genannt, welche Reinigungszentrifuge für Milch herstellen und dabei ohne Rahmausscheidung Schmutz aus der Milch herausfiltern können.
Weitere Produktentwicklungen (Auswahl):
- 1908: Milchschleuder Stella 115[10]
- 1911: Milchschleuder Stella H 5[11]
- 1912: Milchschleuder Stella L mit aufrecht stehenden Blättern als monolithischer Trommeleinsatz zur verbesserten Reinigung der Schleuder[12]

- 1915: Handzentrifuge Beata[13]
- 1920: Milchschleuder Stern[14]
- 1930: Milchschleuder Stella mit Elektromotor[15]

Die Produkte wurden mehrfach auf der Ausstellung der Deutschen Landwirtschaftsgesellschaft vorgestellt.
Friedrich Ludloff war verheiratet, hatte 4 Kinder und war Vater von Karl Ludloff.

## Trivia
Die 1914 patentierte Fliehkraft-Reibungskupplung wird 1917 in Werkstattstechnik und Maschinenbau technisch beschrieben.

## Patente (Auswahl)
- 1879: Vorrichtung zum Einstellen des Saatkastens bei Säemaschinen (23142)
- 1893: Zuflussregler für Schleudertrommeln (69111)
- 1901: Vorrichtung zum Ausbalancieren von schnell umlaufenden Maschinenteilen (127770)
- 1906: Waschvorrichtung für Einsätze von Schleudertrommeln, bestehend aus einem Gefäss mit Handhabe und durchbrochenen Wandungen (275159)
- 1909: Rotierendes Aushebewerkzeug für Kartoffelerntemaschinen (207723)
- 1910: Verfahren zum Reinigen von Milchschleudertrommeln (225869)
- 1914: Fliehkraft-Reibungskupplung (284366)

## Werk (Auswahl)
- Die optische Milchprobe, Verhandlungen des Vereins zur Beförderung der Landwirthschaft zu Sondershausen, 1868[17]